# Бамбарі
Бамба́рі (фр. Bambari; санго Bämbärî) — місто в префектурі Уака в Центральноафриканській Республіці. Розташоване на річці Уака.
Населення міста становить 41 356 осіб (2003; 31285 в 1975, 38633 в 1988).
В околицях міста знаходяться значні поклади залізної руди.